# Nordberg (Oslo)
Nordberg er et villakvarter i Nordre Aker i Oslo, Norge.
Det er afgrænset af Damefallet i vest. Nordgrænsen følger Carl Kjelsens vej, og herefter mod syd langs Peder Ankers vej til Langemyrveien.
Det ligger op til Sogn i vest, Kringsjå i nordvest, Korsvoll i nordøst og øst, Tåsen i sydøst og øst, og Berg helt i sydvest. Nordberg har i de seneste år udviklet sig til at blive et af de dyreste villaområder i Oslo. De sydvente bakker giver mange ejendomme udsigt over Oslo og fjorden.
Fra 1934 til 1992 var Nordberg Station et stop på Sognsvannsbanen, men nu betjenes området af Østhorn og Holstein Station.